# Dreiband-Europameisterschaft für Nationalmannschaften 2010

Logo CEB (ausrichtender Verband)

Die Dreiband-Europameisterschaft für Nationalmannschaften 2010 war die 9. Auflage dieses Turniers, dass in der Billardvariante Dreiband ausgetragen wurde. Sie fand vom 23. bis zum 26. September 2010 in Ankara statt.

## Spielmodus
Es nahmen 18 Mannschaften an dieser EM teil. Es gab zwei Gruppenphasen, einmal mit sechs Gruppen à drei Mannschaften und einmal mit zwei Gruppen. In der ersten Gruppenphase qualifizierten sich die Gruppensieger für die KO-Runde. In der zweiten Gruppenphase spielten die sechs Gruppenzweiten der ersten Gruppenphase die zwei restlichen Plätze für die KO-Phase aus. Die Partiedistanz betrug bis zur KO-Phase zwei Gewinnsätze à 15 Punkte. Danach drei Gewinnsätze à 15 Punkte.
Bei Punktegleichstand wird wie folgt gewertet:
1. Matchpunkte (MP)
2. Partiepunkte (PP)
3. Mannschafts-Generaldurchschnitt (MGD)

## Turnierkommentar
Zum ersten Mal gewann Belgien die europäische Team-EM vor Dänemark und den Niederlanden und Italien, die beide Dritter wurden.

## Teilnehmende Nationen
| Nation       | Spieler 1           | Spieler 2            |
| ------------ | ------------------- | -------------------- |
| Türkei A     | Tayfun Taşdemir     | Lütfi Çenet          |
| Niederlande  | Raimond Burgman     | Jean Paul de Bruijn  |
| Frankreich   | Jérôme Barbeillon   | Louis Edelin         |
| Spanien      | Daniel Sánchez      | Javier Palazón       |
| Österreich A | Andreas Efler       | Gerhard Kostistansky |
| Belgien      | Eddy Merckx         | Eddy Leppens         |
| Dänemark     | Brian Zola Hansen   | Dion Nelin           |
| Deutschland  | Christian Rudolph   | Jens Eggers          |
| Portugal     | Rui Manuel Costa    | Paulo Andrade        |
| Ägypten      | Ihab El Messery     | Reyad Nadi           |
| Schweiz      | Torsten Danielsson  | Cetin Behzat         |
| Schweden     | Nalle Olsson        | Peter Lohmander      |
| Italien      | Emilio Sciacca      | Salvatore Papa       |
| Tschechien   | Miroslav Baca       | Lukas Papenaznik     |
| Montenegro   | Vuk Brajovic        | Danilo Brajovic      |
| Türkei B     | Adnan Yüksel        | Murat Naci Çoklu     |
| Österreich B | Andreas Kronlachner | Herbert Szivacz      |
| Türkei C     | Ahmet Alp           | Can Çapak            |

## Finalrunde

### Vorrunde
| Platz | Nation   | MP  | PP  | SP  | Pkte | Aufn | MGD   | BMD   | BED   | HS |
| ----- | -------- | --- | --- | --- | ---- | ---- | ----- | ----- | ----- | -- |
| 1     | Türkei A | 4:0 | 4:0 | 8:3 | 156  | 110  | 1,418 | 1,423 | 2,500 | 7  |
| 2     | Italien  | 1:3 | 1:3 | 5:6 | 132  | 135  | 0,977 | 0,822 | 0,909 | 7  |
| 3     | Ägypten  | 1:3 | 1:3 | 3:7 | 93   | 130  | 0,715 | 0,607 | 0,851 | 6  |

| Platz | Nation     | MP  | PP  | SP  | Pkte | Aufn | MGD   | BMD   | BED   | HS |
| ----- | ---------- | --- | --- | --- | ---- | ---- | ----- | ----- | ----- | -- |
| 1     | Spanien    | 3:1 | 3:1 | 6:4 | 122  | 111  | 1,099 | 1,183 | 1,205 | 7  |
| 2     | Tschechien | 2:2 | 2:2 | 5:5 | 117  | 134  | 0,873 | 0,880 | 1,304 | 6  |
| 3     | Schweden   | 1:3 | 1:3 | 4:6 | 106  | 126  | 0,841 | 1,076 | 2,000 | 7  |

| Platz | Nation     | MP  | PP  | SP  | Pkte | Aufn | MGD   | BMD   | BED   | HS |
| ----- | ---------- | --- | --- | --- | ---- | ---- | ----- | ----- | ----- | -- |
| 1     | Belgien    | 4:0 | 4:0 | 8:0 | 120  | 93   | 1,290 | 1,363 | 1,500 | 8  |
| 2     | Schweiz    | 1:3 | 1:3 | 2:6 | 70   | 141  | 0,496 | 0,525 | 0,555 | 4  |
| 3     | Montenegro | 1:3 | 1:3 | 2:6 | 68   | 146  | 0,465 | 0,494 | 0,652 | 4  |

| Platz | Nation      | MP  | PP  | SP  | Pkte | Aufn | MGD   | BMD   | BED   | HS |
| ----- | ----------- | --- | --- | --- | ---- | ---- | ----- | ----- | ----- | -- |
| 1     | Dänemark    | 3:1 | 3:1 | 7:3 | 142  | 105  | 1,352 | 1,490 | 2,470 | 15 |
| 2     | Niederlande | 2:2 | 2:2 | 4:6 | 111  | 98   | 1,132 | 1,500 | 1,947 | 7  |
| 3     | Türkei C    | 1:3 | 1:3 | 5:7 | 122  | 104  | 1,173 | 1,244 | 0,974 | 7  |

| Platz | Nation       | MP  | PP  | SP  | Pkte | Aufn | MGD   | BMD   | BED   | HS |
| ----- | ------------ | --- | --- | --- | ---- | ---- | ----- | ----- | ----- | -- |
| 1     | Türkei B     | 4:0 | 4:0 | 8:0 | 120  | 89   | 1,348 | 1,666 | 1,666 | 8  |
| 2     | Österreich A | 2:2 | 2:2 | 4:5 | 104  | 99   | 1,050 | 1,046 | 1,304 | 7  |
| 3     | Portugal     | 0:4 | 0:4 | 1:7 | 101  | 114  | 0,885 | -     | -     | 7  |

| Platz | Nation       | MP  | PP  | SP  | Pkte | Aufn | MGD   | BMD   | BED   | HS |
| ----- | ------------ | --- | --- | --- | ---- | ---- | ----- | ----- | ----- | -- |
| 1     | Deutschland  | 3:1 | 3:1 | 7:3 | 116  | 101  | 1,148 | 1,301 | 1,875 | 6  |
| 2     | Österreich B | 2:2 | 2:2 | 4:5 | 104  | 82   | 1,268 | 1,294 | 1,428 | 6  |
| 3     | Frankreich   | 1:3 | 1:3 | 3:6 | 89   | 86   | 1,034 | 1,058 | 2,142 | 7  |

### Zwischenrunde
| Platz | Nation       | MP  | PP  | SP  | Pkte | Aufn | MGD   | BMD   | BED   | HS |
| ----- | ------------ | --- | --- | --- | ---- | ---- | ----- | ----- | ----- | -- |
| 1     | Italien      | 3:1 | 3:1 | 7:3 | 127  | 141  | 0,900 | 1,116 | 1,321 | 5  |
| 2     | Österreich A | 2:2 | 2:2 | 5:5 | 125  | 120  | 1,041 | 1,161 | 1,200 | 6  |
| 3     | Tschechien   | 1:3 | 1:3 | 3:7 | 121  | 141  | 0,858 | 0,714 | 0,818 | 8  |

| Platz | Nation       | MP  | PP  | SP  | Pkte | Aufn | MGD   | BMD   | BED   | HS |
| ----- | ------------ | --- | --- | --- | ---- | ---- | ----- | ----- | ----- | -- |
| 1     | Niederlande  | 4:0 | 4:0 | 8:1 | 124  | 103  | 1,203 | 1,230 | 1,666 | 6  |
| 2     | Österreich B | 2:2 | 2:2 | 5:4 | 117  | 101  | 1,158 | 1,200 | 1,200 | 11 |
| 3     | Schweiz      | 0:4 | 0:4 | 0:8 | 72   | 97   | 0,742 | -     | -     | 8  |

### KO-Runde
In der Finalrunde wird „Best of 5“ bis 15 Punkte gespielt.

|  | Viertelfinale Best of 5 | Viertelfinale Best of 5 |             |             | Halbfinale Best of 5 | Halbfinale Best of 5 |  |  | Finale Best of 5 | Finale Best of 5 |
|  |                         |                         |             |             |                      |                      |  |  |                  |                  |
|  | Belgien                 | 2/1/4/1,871             |             |             |                      |                      |  |  |                  |                  |
|  | Türkei B                | 0/0/1/1,486             |             |             |                      |                      |  |  |                  |                  |
|  | Türkei B                | 0/0/1/1,486             | Belgien     | 2/2/5/1,442 |                      |                      |  |  |                  |                  |
|  |                         |                         | Belgien     | 2/2/5/1,442 |                      |                      |  |  |                  |                  |
|  |                         | Italien                 | 0/0/2/0,956 |             |                      |                      |  |  |                  |                  |
|  | Deutschland             | Italien                 | 0/0/2/0,956 | 0/0/1/1,172 |                      |                      |  |  |                  |                  |
|  | Deutschland             |                         |             | 0/0/1/1,172 |                      |                      |  |  |                  |                  |
|  | Italien                 | 2/1/4/0,982             |             |             |                      |                      |  |  |                  |                  |
|  |                         |                         | Belgien     | 2/1/4/1,944 |                      |                      |  |  |                  |                  |
|  |                         | Dänemark                | 0/0/1/1,235 |             |                      |                      |  |  |                  |                  |
|  | Dänemark                | 2/2/6/1,587             |             |             |                      |                      |  |  |                  |                  |
|  | Spanien                 | 0/0/4/1,397             |             |             |                      |                      |  |  |                  |                  |
|  | Spanien                 | 0/0/4/1,397             | Dänemark    | 2/1/4/1,789 |                      |                      |  |  |                  |                  |
|  |                         |                         | Dänemark    | 2/1/4/1,789 |                      |                      |  |  |                  |                  |
|  |                         | Niederlande             | 0/0/1/1,189 |             |                      |                      |  |  |                  |                  |
|  | Türkei A                | Niederlande             | 0/0/1/1,189 | 1/1/5/1,314 |                      |                      |  |  |                  |                  |
|  | Türkei A                |                         |             | 1/1/5/1,314 |                      |                      |  |  |                  |                  |
|  | Niederlande             | 1/1/5/1,363             |             |             |                      |                      |  |  |                  |                  |

### Abschlusstabelle Finalrunde
| MP    | Match Punkte (Sieger = 2; Unentschieden = 1; Verlierer = 0) |
| SV    | Satzverhältnis (nur bei Turnieren im Satzsystem)            |
| Pkte. | Erzielte Karambolagen                                       |
| Aufn. | benötigte Aufnahmen                                         |
| GD    | Generaldurchschnitt                                         |
| MGD   | Mannschafts-Generaldurchschnitt                             |
| BED   | Bester Einzeldurchschnitt eines Spielers                    |
| BEMD  | Bester Einzeldurchschnitt einer Mannschaft                  |
| BSD   | Bester Satzdurchschnitt eines Spielers                      |
| HS    | Höchstserie                                                 |
| WRP   | Weltranglistenpunkte                                        |

| Phase           | Platz | Nation       | MP   | PP  | SP    | Pkte | Aufn | MGD   | BMD   | BGD   | BED   | HS |
| --------------- | ----- | ------------ | ---- | --- | ----- | ---- | ---- | ----- | ----- | ----- | ----- | -- |
| Finale          | 1     | Belgien      | 10:0 | 8:0 | 21:04 | 364  | 238  | 1,529 | 1,944 | 1,689 | 2,647 | 10 |
| Finale          | 2     | Dänemark     | 7:3  | 5:2 | 18:12 | 379  | 257  | 1,474 | 1,789 | 1,694 | 2,470 | 15 |
| Halb- finale    | 3     | Niederlande  | 8:4  | 7:4 | 18:16 | 399  | 326  | 1,223 | 1,500 | 1,278 | 1,947 | 11 |
| Halb- finale    | 3     | Italien      | 6:6  | 5:6 | 18:15 | 393  | 403  | 0,975 | 1,172 | 1,000 | 1,323 | 7  |
| Viertel- finale | 5     | Türkei A     | 4:2  | 5:1 | 13:8  | 273  | 199  | 1,371 | 1,423 | 1,505 | 2,500 | 11 |
| Viertel- finale | 6     | Türkei B     | 4:2  | 4:1 | 9:4   | 175  | 126  | 1,388 | 1,666 | 1,539 | 1,666 | 8  |
| Viertel- finale | 7     | Deutschland  | 3:3  | 3:2 | 8:7   | 172  | 158  | 1,088 | 1,301 | 1,190 | 1,875 | 6  |
| Viertel- finale | 8     | Spanien      | 3:3  | 3:3 | 10:10 | 231  | 189  | 1,222 | 1,183 | 1,288 | 1,205 | 7  |
| Gruppen- phase  | 9     | Österreich B | 4:4  | 4:4 | 9:9   | 221  | 183  | 1,207 | 1,294 | 1,388 | 1,428 | 11 |
| Gruppen- phase  | 10    | Österreich A | 4:4  | 4:4 | 9:10  | 229  | 219  | 1,045 | 1,165 | 1,163 | 1,304 | 7  |
| Gruppen- phase  | 11    | Tschechien   | 3:5  | 3:5 | 8:12  | 238  | 275  | 0,865 | 0,880 | 0,969 | 1,304 | 8  |
| Gruppen- phase  | 12    | Schweiz      | 1:7  | 1:7 | 2:14  | 142  | 238  | 0,596 | 0,525 | 0,616 | 0,555 | 8  |
| Gruppen- phase  | 13    | Türkei C     | 1:3  | 1:3 | 5:7   | 122  | 104  | 1,173 | 1,244 | 1,276 | 0,974 | 7  |
| Gruppen- phase  | 14    | Schweden     | 1:3  | 1:3 | 4:6   | 106  | 126  | 0,841 | 1,076 | 1,000 | 2,000 | 7  |
| Gruppen- phase  | 15    | Frankreich   | 1:3  | 1:3 | 3:6   | 89   | 86   | 1,034 | 1,058 | 1,294 | 2,142 | 7  |
| Gruppen- phase  | 16    | Ägypten      | 1:3  | 1:3 | 3:7   | 93   | 130  | 0,715 | 0,607 | 0,844 | 0,851 | 6  |
| Gruppen- phase  | 17    | Montenegro   | 1:3  | 1:3 | 2:6   | 68   | 146  | 0,465 | 0,494 | 0,547 | 0,652 | 4  |
| Gruppen- phase  | 18    | Portugal     | 0:4  | 0:4 | 1:7   | 101  | 114  | 0,885 | -     | 0,978 | -     | 7  |